# Elisabetta Wu
Elisabetta Wu (Shanghai, 19 settembre 1946) è un'attrice cinese.

## Biografia
Ha lavorato come attrice nel cinema italiano negli anni sessanta, iniziando con una piccola parte nel film Gli imbroglioni (1963), diretto da Lucio Fulci.
Suo padre Gregorio Wu (1913 - 1974) fu attore e tenore cinese.
È pronipote dell'ultima Imperatrice di Cina.
Fu anche protagonista di vari fotoromanzi, ma è nota soprattutto per avere partecipato come coprotagonista al musicarello Mi vedrai tornare (1966) di Ettore Maria Fizzarotti, nel ruolo di Liù, la figlia del principe Toyo, di cui si innamora Gianni Aleardi, il personaggio interpretato da Gianni Morandi.
Ha anche posato in servizi fotografici pubblicati su diverse riviste, per poi interpretare nel 1967 Matchless di Alberto Lattuada.
Partecipa come cantante nella seconda puntata della trasmissione televisiva "41º Parallelo" trasmessa il 1º ottobre 1967 sul Secondo programma (l'attuale Rai 2), nella quale canta la canzone napoletana "Anema e Core".
Nel 1969 partecipò allo sceneggiato televisivo Geminus e alla pellicola Agente Howard: 7 minuti per morire, dopodiché di lei si sono perse le tracce.
Talvolta è accreditata come Elizabeth Wu, Elisabeth Wu, Elizabeth Wu Tak, Lisabeth Whu, Elisabet Wu.

## Filmografia
- Gli imbroglioni, episodio Medico e fidanzata, regia di Lucio Fulci (1963)
- Maciste nell'inferno di Gengis Khan, regia di Domenico Paolella (1964)
- Salomé 73, regia di Odoardo Fiory (1965)
- Mi vedrai tornare, regia di Ettore Maria Fizzarotti  (1966)
- Matchless, regia di Alberto Lattuada (1967)
- Operación cabaretera, regia di Mariano Ozores (1967)
- 3 Supermen a Tokio, regia di Bitto Albertini (1968)
- Geminus - serie TV, 5 episodi (1969)
- Agente Howard: 7 minuti per morire, regia di Ramón Fernández (1969)